# Canzoni segrete
Canzoni segrete è la prima raccolta di Mia Martini, realizzata dalla Bmg Ricordi nel 2003, costituita quasi interamente da inediti.

## Il Disco
La scelta delle registrazioni ricopre un arco temporale che va dal 1971 al 1977, attingendo per lo più dagli archivi della Ricordi.
Trovano spazio gioielli come We can work it out dei Beatles (fra le primissime registrazioni alla RCA Italiana, ancor prima di Padre davvero nel 1971), e versioni registrate appositamente per il mercato tedesco (dove "Piccolo uomo" diventa Auf der welt) o francese (dove "Libera" e "Minuetto" diventano rispettivamente Libre comme une femme e Tu t'en vas quand tu veux).
Ma soprattutto trovano finalmente una collocazione alcuni degli inediti assoluti di Mia Martini, registrati in previsione di certi album mai realizzati (le splendide Dire no e Aiutami), o probabilmente vittime di un'abilissima censura (Eppure stiamo insieme e la bellissima Ruba scritta da Antonello Venditti), ma che nella maggior parte dei casi avrebbero perfettamente aderito al repertorio e alla personalità dell'artista (Ancora, Stavolta è proprio no, Io andrò). Il brano A poco a poco sarà inciso con un testo e titolo diverso (Che strano amore) da Caterina Caselli.
La versione live di Almeno tu nell'universo, inserita come bonus-track, è quella di Semplicemente Mimì.
Il brano Cosa c'è di strano, scritto da Piero Pintucci e Maria Lorena Bernini, risalente al periodo RCA, fu registrato in vista di un'eventuale partecipazione della Martini a Canzonissima '71, che poi non avvenne. Il pezzo, erroneamente indicato come inedito, fu comunque pubblicato dalla RCA nell'estate del 1973 ed incluso nella compilation prodotta unicamente in cassetta (sia stereo7 che stereo8), intitolata "Musica per l'estate" (Discogs, catalogo LP8S 10603).

## Tracce
1. Aiutami (inedito) - 1975
2. Ruba (inedito) - 1974
3. Io andrò (inedito) - 1977
4. Stavolta è proprio no (inedito) - 1977
5. Eppure stiamo insieme (inedito) - 1974
6. Salvami (versione inedita di "Minuetto") - 1973
7. Domani (versione inedita) - 1974
8. Ancora (inedito) - 1975
9. Cosa c'è di strano - 1973
10. A poco a poco (inedito) - 1972 (testo e musica di Dario Baldan Bembo)
11. Altissimo verissimo (inedito) - 1974
12. Mondo nuovo (versione inedita di "Un uomo in più") - 1972
13. Dire no (inedito) - 1975
14. Processione (versione inedita di "Donna sola") - 1972
15. We can work it out (inedito) - 1971
16. Libre comme une femme (versione inedita francese di "Libera") - 1977
17. Auf der welt (versione inedita tedesca di "Piccolo uomo") - 1973
18. Tu t'en vas quand tu veux (versione francese di "Minuetto") - 1974
19. Bonus track: "Almeno tu nell'universo" (live)